# Konsequenzen
Konsequenzen (Originaltitel Posledice) ist ein Filmdrama von Darko Štante, das am 7. September 2018 beim Toronto International Film Festival seine Weltpremiere feierte.

## Handlung
Der 18-jährige Andrej Podobnik weigert sich, zur Schule zu gehen, bemüht sich nicht um einen Job, bleibt oft nächtelang von zuhause weg, lügt, stiehlt und hat ständig Probleme mit der Polizei. Seine Mutter weiß nicht mehr weiter. Nach einer vermeintlich begangenen Vergewaltigung eines Mädchens auf einer Party wird er zu einem Aufenthalt in einem Jugendgefängnis verurteilt. Eigentlich herrschen in dem Heim für straffällig gewordene Jugendliche strenge Regeln, und auch dem Schulunterricht kann sich Andrej hier nicht so einfach entziehen, doch das überforderte und auch nur wenig motivierte Personal kann sich kaum durchsetzen. 
Schnell erkennt Andrej die Hierarchie im sozialen Gefüge und wird in eine Gruppe gewaltbereiter Jugendlicher rund um deren charismatischen Anführer Željko aufgenommen. Auch Niko gehört zu der Gruppe. Am Wochenende dürfen die Jugendlichen nach Hause, und fortan verbringt Andrej diese Zeit mit Partys, Sex, Drogen und auch dem einen oder anderen Autodiebstahl. Doch Andrej birgt ein Geheimnis. Zunächst versucht er, seine Gefühle zu verbergen und tut so, als sei er heterosexuell. Er hat sich jedoch in Željko verliebt. Nachdem es zwischen den beiden zu einer romantischen Begegnung gekommen ist, wird er fortan von ihm erpresst.

## Produktion

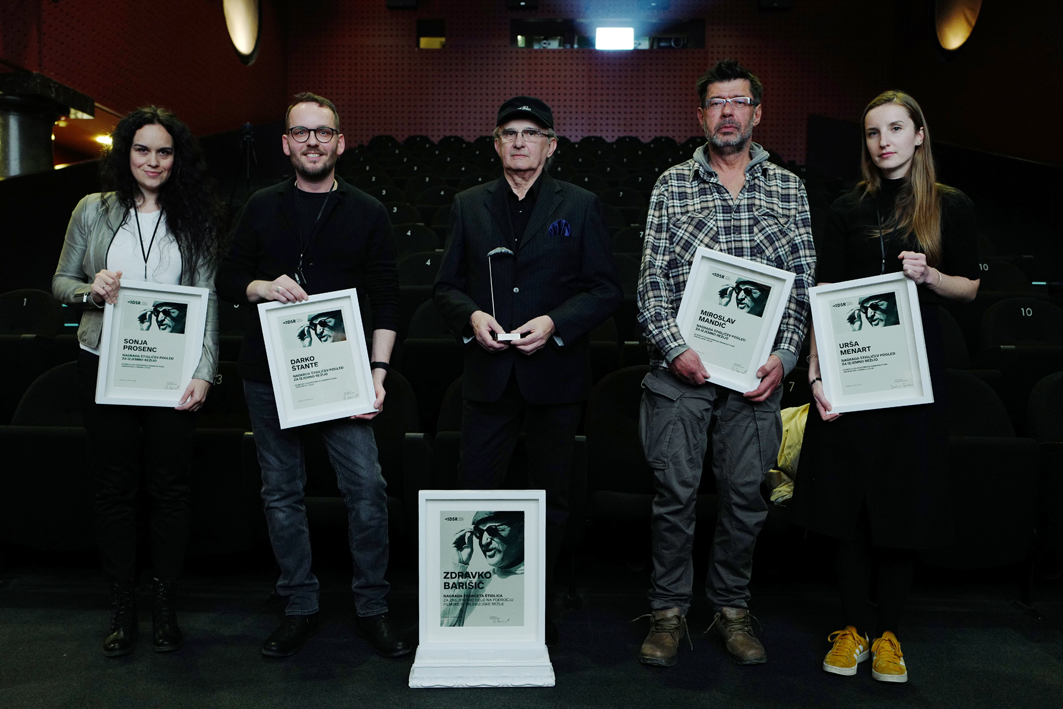
Darko Štante (zweiter v.l.) bei der Verleihung des Filmpreises Štigličeve nagrade 2019

Regie führte Darko Štante, der auch das Drehbuch schrieb. Bei der slowenisch-österreichischen Produktion handelt es sich um seinen Debütfilm. Zur Zeit der Entstehung des Films befand sich Štante in seinem Masterstudium der Filmregie an der Akademie für Theater, Radio, Film und Fernsehen in Ljubljana. Zuvor hatte er als Regieassistent bei verschiedenen Produktionen gearbeitet. Bei der Geschichte seines Films wurde er von seiner Arbeit in einer Jugendhaftanstalt in Slowenien inspiriert, wo er die täglichen Abläufe, die endlosen Gespräche mit den Kindern und die vielen apathischen Mitarbeiter erlebte. Štante erklärt, in Slowenien würden die meisten internationalen Initiativen in Bezug auf Menschenrechte, LGBTQ-Rechte und Geschlechterqualität öffentlich wahrgenommen, das Land sei in diesen Dingen jedoch gespalten. Während in der Hauptstadt Ljubljana und anderen städtischen Bereichen liberale Ansichten vorherrschten, dominierten außerhalb der größeren Städte konservative Werte. Die slowenische Jugend befinde sich derzeit in einer extrem angespannten Situation, wenn es um Fragen wie Toleranz und Akzeptanz von Sexualität und anderen Menschenrechten gehe. Die Jugend werde gespalten durch die Achtung der Menschenrechte einerseits, wie sie durch staatliche Institutionen vermittelt würden, aber auch extremen populistischen Ideen andererseits, die durch einige Medien verbreitet werden. Štantes größte Hoffnung war es, dass der Film die Gründe für Intoleranz, Hass und gewalttätigem Verhalten gegenüber Andersdenkenden aufzeige. Er stellt in seinem Film die Frage: „Wie überlebt man in einer gefährlichen Welt, in der man niemandem trauen kann, nicht der Gesellschaft, nicht den Freunden und auch nicht den Eltern?“
Nachdem Štante zuerst nach Laiendarstellern gesucht hatte, entschied er, mit ausgebildeten Theaterschauspielern der Slowenischen Akademie für Theater, Radio, Film und Fernsehen zu arbeiten. Der Regisseur kannte Matej Zemljičs, den Hauptdarsteller, mit dem er die Rolle von Andrej Podobnik besetzte, bereits  durch eine frühere Zusammenarbeit an einem anderen Projekt. Rosana Hribar und Dejan Spasic übernahmen die Rollen seiner Eltern. Timon Sturbej spielt Željko kurz Zele, Gasper Markun spielt Niko, Lovro Zafred ist in der Rolle von Luka zu sehen und Lea Cok spielt Svetlana.
Der Soundtrack besteht aus slowenischem und serbischem Hip-Hop und Dance-Tracks.
Der Film wurde am 7. September 2018 beim Toronto International Film Festival in der Sektion Discovery erstmals gezeigt. Ab 13. September 2018 wurde er beim Festival slovenskega filma in Portorož vorgestellt. Ende April 2019 wurde er beim Crossing Europe Film Festival in Linz gezeigt.

## Rezeption

### Altersfreigabe und Filmgenre
In Deutschland wurde der Film von der FSK ab 16 Jahren freigegeben. Yeison Urda Ruiz und Jana Schmeckenbecher vom Onlinekinomagazin queergestreift.com erklären, Štante zeige im Film, wie hart es sein kann für einen Jugendlichen, der „anders“ ist, sich unter Gleichaltrigen zu behaupten und sich nicht selbst zu verleugnen. Untermalt mit slowenischen und serbischen Trap- und Hip-Hop Sounds mache das Coming-of-Age-Drama Homofeindlichkeit und sozialen Druck sichtbar, eingebettet in grundlegende Probleme des Rechts- und Sozialsystems der slowenischen Gesellschaft.

### Kritiken
Von den bei Rotten Tomatoes aufgeführten Kritiken sind 75 Prozent positiv.
Dennis Harvey von Variety schreibt, der Film sei für Slowenien ein etwas gewagtes Unterfangen, da er seine Figuren nicht wegen ihrer sexuellen Vorlieben oder ihrer Homosexualität verurteilt. Allerdings erinnert ihn Darko Štantes Debütfilm sehr an eine Bad-Boy-Beefcake-Version, da die körperschönen Protagonisten eine gewisse animalische Ausstrahlung hätten.
Vladan Petkovic vom europäischen Filmportal Cineuropa erklärt, der Film untersuche die grundlegenden Probleme der slowenischen Gesellschaft, zum Beispiel eine Mentalität, die von einer Rückständigkeit geprägt ist, die oft mit unzureichender Kommunikation und einem geringen gegenseitigen Verständnis innerhalb einer Familie einhergehe, was sich nicht nur auf die Beziehung in den Familien, sondern auf die ganze Gemeinschaft auswirke.
Indie Wire zählte Konsequenzen zu den besten LGBTQ-Filmen des Jahres 2019.

### Auszeichnungen (Auswahl)
Crossing Europe Film Festival 2019
- Auszeichnung im YAAAS! Competition[11]

Festival slovenskega filma 2018
- Auszeichnung als Bester Film mit dem Publikumspreis (Darko Štante)
- Auszeichnung mit dem Slovene Film Critics Association Award – Feature Film
- Auszeichnung für die Beste Regie (Darko Štante)
- Auszeichnung als Bester Schauspieler (Matej Zemljičs)
- Auszeichnung als Bester Nebendarsteller (Timon Sturbej)